# فرد اپل یارد (بازیکن فوتبال)
فرد اپل یارد (انگلیسی: Fred Appleyard; ۱۳ ژوئن ۱۹۰۹ – مارس ۱۹۹۵ (aged 85)) بازیکن فوتبال اهل پادشاهی متحد بریتانیای کبیر و ایرلند بود.
از باشگاه‌هایی که در آن بازی کرده‌است می‌توان به باشگاه فوتبال روچدیل اشاره کرد.